# گنجشک سرخ
گنجشک سرخ (انگلیسی: Red Sparrow) فیلمی در ژانر مهیج و جاسوسی به کارگردانی فرانسیس لارنس و نویسندگی جاستین هِیث است که بر پایه رمانی به همین نام اثر جیسون متئوس ساخته شده‌است. گنجشک سرخ در تاریخ ۲ مارس ۲۰۱۸ از سوی فاکس قرن بیستم منتشر شد.

## داستان
دومینیکا بالرینی مشهور است که از مادر بیمارش مراقبت می‌کند و به سرویس جاسوسی روسیه ملحق می‌شود و ماموریت‌هایی را برای اهداف گوناگون آغاز می‌کند اما…

## بازیگران
- جنیفر لارنس در نقش دُمینیکا اِگُرووا
- جوئل اجرتون.در نقش نیت نش
- جرمی آیرونز ژنرال
- ماتیاس اسخونارتس ایوان(وانیا) ایگوروف
- سرگئی پلونین
- کیران هایندز
- جولی ریچاردسون
- مری-لوئیز پارکر
- شارلوت رمپلینگ ماترون
- یولیا اوبرانکوویچ
- کریستوف کونراد